# Pascal Thüler
Pascal Thüler (* 10. Januar 1970) ist ein ehemaliger Schweizer Fussballspieler.
Thüler, der in der Saison 1998/99 beim MSV Duisburg in Deutschland unter Vertrag stand, ohne dort in der Bundesliga zum Einsatz zu kommen, spielte in der höchsten Spielklasse der Schweiz für den FC St. Gallen und den Grasshopper Club Zürich. In Österreich kickte der Linksverteidiger in der Spielzeit 2001/02 für Schwarz-Weiss Bregenz, bevor er beim FC Vaduz in Liechtenstein und später beim FC Kreuzlingen in seinem Heimatland seine Karriere ausklingen liess.
Pascal Thüler, der mit dem Grasshopper Club drei Meisterschaften erringen konnte und einmal mit St. Gallen triumphierte, bestritt sechs Spiele für die Nationalelf der Schweiz, in denen er einen Treffer erzielte. Er debütierte in der Nati am 6. September 1994 in Sion gegen die Vereinigten Arabischen Emirate. Zum letzten Mal eingesetzt wurde Thüler in der Schweizer A-Nationalmannschaft am 10. Februar 1997 in einem Spiel um den Carlsberg Cup gegen Russland in Hongkong.